# Nymphicula
Nymphicula là một chi bướm đêm thuộc họ Crambidae.